# Cultura di Taštyk
La cultura di Taštyk fiorì lungo la valle dello Enisej e nelle zone circostanti della Siberia meridionale dal II secolo a.C. al IV secolo d.C., soppiantando la cultura di Tagar.
Le tribù Taštyk erano probabilmente una mistura di elementi turchi e indoeuropei, particolarmente iranici e discendenti degli afanasiani (forse tocari). I monumenti più importanti sono le immense cripte dentro i kurgan; queste hanno fornito grandi quantità di vasi d'argilla e metallo e ornamenti. Insediamenti e fortificazioni collinari del periodo Taštyk sono state dissotterrate ovunque nella regione dello Enisej, particolarmente nella regione dei monti Sayan. Inoltre  sono stati dissotterrati numerosi intagli petroglifi.
Inoltre gli oggetti ritrovati nelle tombe della cultura di Taštyk hanno rivelato la diretta presenza della cultura cinese (dinastia Han), da cui provengono lacche, specchi bronzei e le singolari insegne onorifiche cinesi costituite da parasoli.

## Le maschere funebri di Taštyk. Problemi di antropologia fisica
La cultura di Taštyk è particolarmente nota per le maschere funebri riccamente decorate.
In effetti nel periodo Taštyk vigeva il costume della cremazione dei cadaveri, ma sui resti si poneva una maschera funeraria.
S. V. Kiselev ritiene che la maschera debba interpretarsi come un ritratto e riduce tutti i tipi di maschere a tre gruppi:
- volti grandi con zigomi leggermente pronunciati, labbra piene, occhi in posizione diritta e nasi sottili, lunghi con una gibbosità;
- volti grandi, più larghi, labbra piuttosto piene, occhi in posizione diritta, nasi diritti;
- volti più sottili, allungati, con zigomi leggermente pronunciati, labbra sottili, occhi in posizione diritta, nasi piccoli, diritti, leggermente rivolti all'insù.

Solo i volti dell'ultimo gruppo si avvicinano alle maschere della cultura di Tagar e nelle tombe di terra di Taštyk del tipo di Oglakhta.
L'antropologo G. F. Debetz sostiene che nell'insieme le maschere di Taštyk presentano un miscuglio di tratti europoidi e mongoloidi che ricordano soprattutto gli attuali Šori e Hakassi. In conclusione si può interpretare la popolazione portatrice di questa cultura come una fusione di elementi occidentali, probabilmente indoeuropei e ugrofinnici, con elementi orientali (in cui confluiscono proto-mongoli e forse cinesi) e pertanto risulta la naturale candidata al ruolo di progenitrice, almeno in parte, delle popolazioni turche.

## Le  descrizioni cinesi delle genti Taštyk
Le documentazioni cinesi descrivono i Khyagas (i resti dell'antico staterello di Jankun, vedi anche Unni) nell'epoca taštyk (Hakassi o forse Chirghisi dello Enisej) come segue:
Gli abitanti sono in generale d'alta statura con capelli rossi, volto roseo e occhi azzurri. I capelli neri son considerati cattivo presagio, mentre quelli che hanno gli occhi bruni sono reputati discendenti di Li Ling.

## Tabella temporale
| Cultura precedente: Cultura di Karasuk 1200 a.C. 900 a.C. | Cultura corrente: Cultura di Tagar 900 a.C. 300 a.C. | Cultura seguente: Rouran 330 555 |